# Army of Western Louisiana
Het Army of Western Louisiana was een leger van de Geconfedereerde Staten van Amerika tijdens de Amerikaanse Burgeroorlog. Toen de Noordelijke generaal-majoor Nathaniel P. Banks Port Hudson probeerde te veroveren was dit Zuidelijke leger zijn tegenstander. Het grootste deel van zijn bestaan stond generaal-majoor Richard Taylor aan het hoofd ervan. De belangrijkste overwinning vond plaats in april 1864 tijdens de Slag bij Mansfield.
Op 17 juni 1864 werd generaal-majoor Taylor gepromoveerd tot luitenant-generaal en naar het Army of Tennessee overgeplaatst. Generaal-majoor John G. Walker nam zijn plaats in. In september en oktober van dat jaar vocht de infanterie van dit leger in zuidelijk Arkansas. Op 26 mei 1865 gaf het leger zich over.

## Samenstelling
District of West Louisiana - April 1863
Generaal-majoor Richard Taylor
- Mouton's Brigade - BrigadegeneraalJean Jacques Alfred Alexander Mouton
  - 18th Louisiana Infantry Regiment - Kolonel Armand
  - 28th Louisiana Infantry Regiment - Kolonel Henry Gray
  - 24th Louisiana Infantry Regiment (Crescent Regiment) - Kolonel Bosworth
  - 10th Louisiana Infantry Bataillon (Yellow Jacket Bataillon) - Luitenant-kolonel Fournet
  - 12th Louisiana Infantry Bataillon (Clack's Bataillon / Confederate Guard Response Bataillon)
  - Pelican Battery - Kapitein Faries
  - Cornay's Battery - Luitenant Gordy
  - Semmes' Battery - Luitenant Barnes
- Sibley's Brigade - Brigadegeneraal Henry Hopkins Sibley
  - 4th Texas Cavalry Regiment - Kolonel James Reily
  - 5th Texas Cavalry Regiment - Kolonel Thomas Green
  - 7th Texas Cavalry Regiment - Kolonel Arthur Bagby
  - 13th Texas Cavalry Bataillon (Waller's Bataillon)
  - Valverde Battery - Kaptain Sayer
- Unattached
  - 2nd Louisiana Cavalery Regiment - Kolonel Vincent

Taylors Army of Western Louisiana -  Maart 1864

Generaal-majoor Richard Taylor
Mouton's Brigade

Brigadegeneraal Alfred Mouton
18th Louisiana
28th Louisiana
Consolidated Crescent Regiment
Gross Tete (Louisiana) Flying Artillery
Valverde (Texas) Artillery
Polignac's Brigade

Brigadegeneraal Camille Armand Jules Marie, Prince de Polignac
15th Texas
17th Texas Consolidated
22nd Texas Cavalry (dismounted)
31st Texas Cavalry (dismounted)
34th Texas Cavalry (dismounted)
Cavalry 

Brigadegeneraal Thomas Green
Lane's Brigade

Brigadegeneraal Walter P. Lane
1st Texas Partisan Rangers
2nd Texas Partisan Rangers
2nd Regiment, Arizona Brigade
3rd Regiment, Arizona Brigade
Arizona Scouts (company)
McMahan's (Texas) Artillery
Bagby's Brigade

Brigadegeneraal Arthur P. Bagby
4th Texas Cavalry
5th Texas Cavalry
7th Texas Cavalry
13th Texas Cavalry Battalion
McAnnelly's Scouts (compagnie)
Moseley's (Texas) Artillery